# Crédit agricole Corporate and Investment Bank
Pour les articles homonymes, voir CACIB.
 (juin 2018).
Cet article possède un paronyme, voir CA Lyon.
Crédit agricole Corporate and Investment Bank ou CACIB (ex-Calyon) est la banque de financement et d'investissement du groupe Crédit agricole.
Crédit agricole CIB est née en mai 2004 avec effet rétroactif au 1er janvier 2004 de l’apport des activités de banque de financement et d’investissement (BFI) du Crédit lyonnais à Crédit agricole Indosuez (CAI), elle-même née en 1996 du rachat de la Banque Indosuez par le Crédit agricole. Créée sous le nom de Calyon (contraction de Crédit agricole et Crédit lyonnais), elle est renommée en 2010 dans un contexte d'harmonisation des différentes marques du groupe Crédit Agricole. Elle est souvent abrégée en CA-CIB ou CACIB.
En juin 2016, Crédit agricole CIB transfère son siège social à Montrouge, sur le campus de Crédit agricole SA. La précédente implantation était à Courbevoie, en bordure du quartier d'affaires de La Défense.
L’entreprise est dirigée par Jean-François Balaÿ depuis le 6 mai 2025.

## Historique
Le rachat d'Indosuez par le Crédit agricole en 1996 a donné naissance au plus grand groupe bancaire européen et permis à la «banque verte», leader des banques à réseau en France, d'accélérer son développement à l'international vers les grandes entreprises et les investisseurs institutionnels.
En 2003, après l’achat par BNP Paribas de près de 17 % du capital du Crédit lyonnais à l’État, le groupe Crédit agricole SA prend le contrôle du Crédit lyonnais.
L’offre publique d’achat mixte du Crédit agricole sur le Crédit lyonnais est un succès.
En 2003, CACIB est la première banque française signataire des principes de l'Équateur
Le Crédit Agricole fusionne ensuite, en 2004, la partie banque d'entreprise (BFI) du Crédit lyonnais avec sa filiale Indosuez, pour former Calyon.
En parallèle, les sociétés de gestion Crédit lyonnais Asset Management (CLAM) et Crédit agricole Asset Management (CAAM) font également l’objet d’une fusion.
En janvier 2005, Calyon lance son plan de développement 2005-2007, avec pour objectif d’augmenter son PNB de plus d’un milliard d’euros à l’horizon 2007.
À la fin de cette même année, elle cède ses activités de banque de détail à l’international à Crédit agricole SA.
En septembre 2007, un opérateur de New York fait perdre 250 millions d'euros à Calyon.
Elle annonce en août 2007 la création de Newedge, une entité issue du rapprochement entre Fimat (filiale de la Société Générale) et Calyon Financial. Le lancement a lieu en janvier 2008.
Le 6 février 2010, Calyon change de nom et devient Crédit Agricole Corporate & Investment Bank.
Avec la crise de la dette souveraine, un plan d’adaptation est lancé fin 2011 avec l’arrêt des activités de dérivés actions et le recentrage sur les clients et géographies les plus stratégiques.
En juillet 2013, Crédit agricole Corporate & Investment Bank cède CLSA à CITIC Securities International.
Puis, elle vend Crédit agricole Cheuvreux à Kepler Capital Markets en mai 2013.
En mai 2014, elle cède à Société générale sa participation de 50 % dans Newedge Group contre un renforcement de Crédit agricole SA au capital d’Amundi.
En 2016, Crédit Agricole CIB crée le Pôle Premium Client Solutions avec CACEIS et Indosuez Wealth Management.
En juillet 2018, Jacques Ripoll prend la direction de Crédit Agricole CIB.
En septembre 2020, Crédit agricole CIB annonce céder le solde de sa part dans Saudi Fransi pour 332 millions d'euros.
En septembre 2022, Xavier Musca prend la direction de Crédit agricole CIB.
Crédit Agricole CIB est présent dans plus de 30 pays à travers le monde.
En mai 2025, Jean-François Balaÿ prend la direction de Crédit Agricole CIB.

## Activités de Crédit agricole CIB
Crédit agricole CIB est la banque de financement et d’investissement du groupe Crédit agricole, 13e groupe bancaire mondial par les fonds propres Tier.
Elle exerce ses activités dans les domaines :
- Banque de financement

-  Financements structurés ( Produit structuré financier —)
-  Banque commerciale
- Banque de marché et d’investissement (Banque d'investissement — Wikipédia)

-  Division Global Markets
-  Trésorerie — Wikipédia
- Global Coverage

- Finance Durable  (Finance verte )

-  Conseils ESG
-  Transactions commerciales durables
-  Solutions de financement corporate
-  Solutions pour les marchés de capitaux 

## Activité de lobbying
Pour l'année 2022, Crédit agricole CIB déclare à la Haute Autorité pour la transparence de la vie publique exercer des activités de lobbying en France pour un montant qui n'excède pas 500 000 euros.

## Implantations
- Europe : Allemagne, Autriche, Belgique, Espagne, Finlande, France, Grèce, Italie, Luxembourg, Norvège, Pays-Bas, Portugal, Russie, Royaume-Uni, Suède, Suisse
- Moyen-Orient : Émirats arabes unis, Qatar, Arabie saoudite
- Amérique : Argentine, Brésil, Canada, États-Unis, Mexique, Chili, Colombie
- Asie et Pacifique : Australie, Chine, Corée du Sud, Hong-Kong, Inde, Indonésie, Japon, Singapour, Taïwan

Le siège social de Crédit agricole CIB est situé sur le campus Evergreen de Crédit agricole SA à Montrouge.

## Identité visuelle (logotype)

Logo jusqu'en 2010.
Logo depuis 2010.
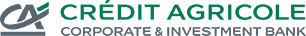
Logo en cours.